# (400367) 2007 VQ308
(400367) 2007 VQ308 es un asteroide perteneciente al cinturón de asteroides descubierto el 7 de noviembre de 2007 por el equipo del Spacewatch desde el Observatorio Nacional de Kitt Peak, Arizona, Estados Unidos.

## Designación y nombre
Designado provisionalmente como 2007 VQ308.

## Características orbitales
2007 VQ308 está situado a una distancia media del Sol de 2,572 ua, pudiendo alejarse hasta 2,883 ua y acercarse hasta 2,261 ua. Su excentricidad es 0,120 y la inclinación orbital 4,775 grados. Emplea 1507,15 días en completar una órbita alrededor del Sol.

## Características físicas
La magnitud absoluta de 2007 VQ308 es 17,4. 